# Liste der Baudenkmale in Goslar - Mauerstraße
In der Liste der Baudenkmale in Goslar - Mauerstraße sind alle Baudenkmale in der Mauerstraße der niedersächsischen Gemeinde Goslar aufgelistet. Die Quelle der Baudenkmale ist der Denkmalatlas Niedersachsen. Der Stand der Liste ist der 25. September 2022.

## Allgemein
In den Spalten befinden sich folgende Informationen:
- Lage: die Adresse des Baudenkmales und die geographischen Koordinaten. Kartenansicht, um Koordinaten zu setzen. In der Kartenansicht sind Baudenkmale ohne Koordinaten mit einem roten Marker dargestellt und können in der Karte gesetzt werden. Baudenkmale ohne Bild sind mit einem blauen Marker gekennzeichnet, Baudenkmale mit Bild mit einem grünen Marker.
- Bezeichnung: Bezeichnung des Baudenkmales
- Beschreibung: die Beschreibung des Baudenkmales. Unter § 3 Abs. 2 NDSchG werden Einzeldenkmale und unter § 3 Abs. 3 NDSchG Gruppen baulicher Anlagen und deren Bestandteile ausgewiesen.
- ID: die Objekt-ID des Baudenkmales
- Bild: ein Bild des Baudenkmales, ggf. zusätzlich mit einem Link zu weiteren Fotos des Baudenkmals im Medienarchiv Wikimedia Commons. Wenn man auf das Kamerasymbol klickt, können Fotos zu Baudenkmalen aus dieser Liste hochgeladen werden:

Zurück zur Hauptliste
| Lage                                         | Bezeichnung         | Beschreibung | ID       | Bild           |
| -------------------------------------------- | ------------------- | --- | -------- | -------------- |
| Mauerstraße 51° 54′ 36″ N, 10° 26′ 15″ O     | Straßenraum         | | 36592344 |                |
| Mauerstraße 1 51° 54′ 37″ N, 10° 26′ 15″ O   | Wohnhaus            | | 36541069 |                |
| Mauerstraße 1d 51° 54′ 37″ N, 10° 26′ 13″ O  | Wohnhaus            | | 36534463 |                |
| Mauerstraße 1e 51° 54′ 37″ N, 10° 26′ 13″ O  | Wohnhaus            | | 36534491 |                |
| Mauerstraße 2 51° 54′ 37″ N, 10° 26′ 12″ O   | Wohnhaus            | | 36534519 |                |
| Mauerstraße 2a 51° 54′ 38″ N, 10° 26′ 12″ O  | Wohnhaus            | | 36534547 |                |
| Mauerstraße 2b 51° 54′ 38″ N, 10° 26′ 12″ O  | Wohnhaus            | | 39995369 |                |
| Mauerstraße 5 51° 54′ 38″ N, 10° 26′ 8″ O    | Wohnhaus            | | 36534576 |                |
| Mauerstraße 5a 51° 54′ 38″ N, 10° 26′ 7″ O   | Wohnhaus            | | 36534604 | BW             |
| Mauerstraße 6 51° 54′ 38″ N, 10° 26′ 7″ O    | Wohnhaus            | | 36534631 |                |
| Mauerstraße 7 51° 54′ 38″ N, 10° 26′ 6″ O    | Wohnhaus            | | 36534659 |                |
| Mauerstraße 7 51° 54′ 38″ N, 10° 26′ 6″ O    | Nebengebäude        | | 36574730 |                |
| Mauerstraße 7a 51° 54′ 38″ N, 10° 26′ 6″ O   | Wohnhaus            | | 36534685 |                |
| Mauerstraße 8 51° 54′ 38″ N, 10° 26′ 5″ O    | Wohnhaus            | | 36534710 |                |
| Mauerstraße 10 51° 54′ 37″ N, 10° 26′ 3″ O   | Wohnhaus            | | 36534763 |                |
| Mauerstraße 11 51° 54′ 37″ N, 10° 26′ 2″ O   | Wohnhaus            | | 36534791 |                |
| Mauerstraße 12 51° 54′ 37″ N, 10° 26′ 1″ O   | Wohnhaus            | | 36534817 |                |
| Mauerstraße 13 51° 54′ 37″ N, 10° 26′ 1″ O   | Wohnhaus            | | 36534843 |                |
| Mauerstraße 14 51° 54′ 37″ N, 10° 26′ 0″ O   | Wohnhaus            | | 36534869 |                |
| Mauerstraße 15 51° 54′ 37″ N, 10° 25′ 59″ O  | Wohnhaus            | | 36534895 |                |
| Mauerstraße 16 51° 54′ 37″ N, 10° 25′ 59″ O  | Wohnhaus            | | 36534920 |                |
| Mauerstraße 18 51° 54′ 37″ N, 10° 25′ 57″ O  | Wohnhaus            | | 36534975 |                |
| Mauerstraße 19 51° 54′ 36″ N, 10° 25′ 55″ O  | Wohnhaus            | | 36535002 |                |
| Mauerstraße 19 51° 54′ 36″ N, 10° 25′ 55″ O  | Vorgarten           | | 36599456 | BW             |
| Mauerstraße 24 51° 54′ 37″ N, 10° 25′ 51″ O  | Wohnhaus Saxer      | | 36535033 |                |
| Mauerstraße 24 51° 54′ 37″ N, 10° 25′ 52″ O  | Garten              | | 36566798 | BW             |
| Mauerstraße 25 51° 54′ 36″ N, 10° 25′ 50″ O  | Kutscherhaus, ehem. | | 36535062 |                |
| Mauerstraße 31 51° 54′ 35″ N, 10° 25′ 47″ O  | Wohnhaus            | | 36535089 |                |
| Mauerstraße 31 51° 54′ 36″ N, 10° 25′ 47″ O  | Teufelsturm         | | 36593780 | Weitere Bilder |
| Mauerstraße 31 51° 54′ 36″ N, 10° 25′ 48″ O  | Garten              | | 36567017 | BW             |
| Mauerstraße 37 51° 54′ 35″ N, 10° 25′ 41″ O  | Weberturm           | | 36592367 |                |
| Mauerstraße 38 51° 54′ 35″ N, 10° 25′ 40″ O  | Wohnhaus            | | 36535120 |                |
| Mauerstraße 39 51° 54′ 35″ N, 10° 25′ 39″ O  | Wohnhaus            | | 36535145 |                |
| Mauerstraße 41 51° 54′ 34″ N, 10° 25′ 42″ O  | Wohnhaus            | Zweigeschossiger Fachwerkbau mit Satteldach und Ziegeldach und mittigem Zwerchhaus, traufständig mit seitlichem Bauwich. Fassade fachwerksichtig, Hofseite mit Holz verschalt. | 36535181 |                |
| Mauerstraße 42 51° 54′ 34″ N, 10° 25′ 43″ O  | Wohnhaus            | Zweigeschossiger Fachwerkbau mit Satteldach und Ziegeldach und mittigem Zwerchhaus, traufständig mit seitlichem Bauwich. Fassade fachwerksichtig, K-Streben in den äußeren Gefachen, Ziermotive in den inneren Zwischengefachen.                                                             | 36535226 |                |
| Mauerstraße 43 51° 54′ 34″ N, 10° 25′ 43″ O  | Wohnhaus            | Zweigeschossiges Gebäude mit Satteldach in Ziegeldeckung, traufständiges Eckhaus. EG in Massivbauweise mit Putzfassade, OG in Fachwerkbauweise, fachwerksichtig. Hofseitig zweigeschossiger Anbau mit Kellerräumen im UG und Wintergarten in Fachwerkbauweise auf Höhe des EG.               | 36535253 |                |
| Mauerstraße 44 51° 54′ 34″ N, 10° 25′ 45″ O  | Wohnhaus            | Zweigeschossiger Fachwerkbau mit Satteldach in Ziegeldeckung und mittigem Zwerchhaus, traufständiges Eckhaus. Fassade fachwerksichtig, Giebelseite mit Schiefer verkleidet. Zwischengefache an der Straßenseite mit Andreaskreuzen.                                                          | 36535281 |                |
| Mauerstraße 45 51° 54′ 35″ N, 10° 25′ 46″ O  | Wohnhaus            | Zweigeschossiger Fachwerkbau mit Satteldach in Ziegeldeckung, traufständig. Fassade fachwerksichtig, mit schmalen Zwischengefachen, Zwischengefache teilweise mit Andreskreuzen; Giebelseite mit Schiefer verkleidet.                                                                        | 36535308 |                |
| Mauerstraße 46 51° 54′ 35″ N, 10° 25′ 46″ O  | Wohnhaus            | Zweigeschossiger Fachwerkbau mit Satteldach in Ziegeldeckung, traufständig mit seitlichem Bauwich. Fassade fachwerksichtig, schmale Zwischengefache, Aussteifungen durch Diagonalstreben beiderseits der Mittelachse; Giebelseite mit Schiefer verkleidet.                                   | 36535335 |                |
| Mauerstraße 47 51° 54′ 35″ N, 10° 25′ 47″ O  | Wohnhaus            | Zweigeschossiger Fachwerkbau mit Satteldach in Ziegeldeckung und seitlich angeordnetem Zwerchhaus, traufständig. Fassade fachwerksichtig, schmale Zwischengefache, Aussteifungen durch Diagonalstreben beiderseits der Mittelachse.                                                          | 36535368 |                |
| Mauerstraße 48 51° 54′ 35″ N, 10° 25′ 47″ O  | Wohnhaus            | Zweigeschossiger Fachwerkbau mit Satteldach in Ziegeldeckung und leicht außermittigem Zwerchhaus, traufständig. Fassade fachwerksichtig, schmale Zwischengefache, Aussteifungen durch Diagonalstreben beiderseits der Mittelachse und in der östlichen Gefachachse.                          | 36535398 |                |
| Mauerstraße 49 51° 54′ 35″ N, 10° 25′ 48″ O  | Wohnhaus            | Zweigeschossiger Fachwerkbau mit Satteldach in Ziegeldeckung, traufständig. Fassade fachwerksichtig, schmale Zwischengefache; Hofseite mit Holz verschalt. | 36535424 |                |
| Mauerstraße 49 51° 54′ 35″ N, 10° 25′ 48″ O  | Nebengebäude        | Eingeschossiger Fachwerkbau mit Satteldach in Ziegeldeckung, frei stehend. Giebelseite fachwerksichtig, Längsseite mit Holz verschalt. | 40187201 |                |
| Mauerstraße 50 51° 54′ 35″ N, 10° 25′ 49″ O  | Wohnhaus            | Zweigeschossiger Fachwerkbau mit Satteldach in Ziegeldeckung, traufständiges Eckhaus; rückwärtiger Seitenflügel an der Spitalstraße. Fassade fachwerksichtig, schmale Zwischengefache, Diagonalstreben in den äußeren Gefachen. Hoffassaden und Giebel des Seitenflügels mit Holz verschalt. | 36535452 |                |
| Mauerstraße 52 51° 54′ 35″ N, 10° 25′ 53″ O  | Wohnhaus            | | 36535481 |                |
| Mauerstraße 53 51° 54′ 36″ N, 10° 25′ 54″ O  | Wohnhaus            | | 36535508 |                |
| Mauerstraße 54 51° 54′ 36″ N, 10° 25′ 55″ O  | Wohnhaus            | | 36535553 |                |
| Mauerstraße 54 51° 54′ 35″ N, 10° 25′ 55″ O  | Anbau               | | 40057362 | BW             |
| Mauerstraße 54a 51° 54′ 36″ N, 10° 25′ 55″ O | Wohnhaus            | | 36535582 |                |
| Mauerstraße 54b 51° 54′ 36″ N, 10° 25′ 56″ O | Wohnhaus            | | 36535610 |                |
| Mauerstraße 54b 51° 54′ 35″ N, 10° 25′ 56″ O | Schuppen            | | 40212028 | BW             |
| Mauerstraße 55 51° 54′ 36″ N, 10° 25′ 56″ O  | Wohnhaus            | | 36535642 |                |
| Mauerstraße 57 51° 54′ 36″ N, 10° 25′ 57″ O  | Wohnhaus            | | 36535675 |                |
| Mauerstraße 58 51° 54′ 36″ N, 10° 25′ 58″ O  | Wohnhaus            | | 36535702 |                |
| Mauerstraße 59 51° 54′ 36″ N, 10° 25′ 59″ O  | Wohnhaus            | | 36535729 |                |
| Mauerstraße 59 51° 54′ 36″ N, 10° 26′ 0″ O   | Nebengebäude        | | 40036349 |                |
| Mauerstraße 60 51° 54′ 36″ N, 10° 26′ 0″ O   | Wohnhaus            | | 36535756 |                |
| Mauerstraße 63 51° 54′ 36″ N, 10° 26′ 2″ O   | Wohnhaus            | | 36535786 |                |
| Mauerstraße 64 51° 54′ 37″ N, 10° 26′ 2″ O   | Wohnhaus            | | 36535816 |                |
| Mauerstraße 65 51° 54′ 37″ N, 10° 26′ 3″ O   | Wohnhaus            | | 36535844 |                |
| Mauerstraße 68 51° 54′ 37″ N, 10° 26′ 6″ O   | Wohnhaus            | | 36535872 |                |
| Mauerstraße 69 51° 54′ 37″ N, 10° 26′ 7″ O   | Wohnhaus            | | 36535899 |                |
| Mauerstraße 69a 51° 54′ 37″ N, 10° 26′ 7″ O  | Wohnhaus            | | 36535927 |                |
| Mauerstraße 69b 51° 54′ 37″ N, 10° 26′ 8″ O  | Wohnhaus            | | 36535955 |                |
| Mauerstraße 70 51° 54′ 37″ N, 10° 26′ 9″ O   | Wohnhaus            | | 36535982 |                |